# Kerekes Sámuel
Kerekes Sámuel, (Miskolczi Kerekes Sámuel) (Kiskunhalas, 1757 k. – Bécs, 1800. augusztus 27.) az első magyar hírlapírók egyike.

## Életpályája
Kiskunhalason született 1757 körül, régi birtokos család sarjaként. 1772-ben végzett a kiskunhalasi református iskolában. A debreceni főiskolába járt 1775-1782 között. 1789-ben ő indította meg Bécsben  Görög Demeterrel szövetkezve a Hadi s más nevezetes történetek című lapot, amelynek jövedelmét a nemzeti nyelv és műveltség emelésére áldozták. Ők tűzték ki még 1789-ben és újították meg Kinkovics püspök hozzájárulásával 1790-ben azt a pályatételt egy tudományos magyar nyelvtanra, amelynek eredménye a debreceni grammatika lett (1795). Az 1790-es években buzgón támogatták Révai Miklóst a magyar akadémia felállítására célzó törekvéseiben. A lap 1792 és 1802 között Magyar Hírmondó címmel jelent meg. 1798-tól haláláig a magyar nyelv tanára volt a bécsi Theresianumban.

## Művei
Révai Planum. Viennae, 1790.